# Säkerhetsdörr
En säkerhetsdörr är en marknadsföringsterm för dörr som anses ha ett bättre skydd än vanliga standarddörrar. Inbrottsklasserna är svensk/Europastandard och startar vid RC1 (som är lägst) och fortsätter uppåt beroende på vilka krav de uppfyller enligt standarden SS-EN 1627. Förutom att skydda mot inbrott, ger ofta säkerhetsdörrar även ett skydd mot brand och oljud. Säkerhetsdörrar förekommer till exempel i köpcentra, industrier, offentliga lokaler etc samt till viss del även i villor och lägenheter.

## Klassningar

### Inbrottsskydd SS-EN 1627
Förutom ett praktiskt inbrottsprov görs även andra prov som t.ex. diverse tryckprover där man bland annat provar dörrens vridstyvhet och ingående detaljers hållfasthet. 
Ackrediterade institut att testa enl. SS-EN 1627 i Sverige är RISE i Borås (Fd SP, Statens Provningsanstalt).  
- RC2: Total testtid 15 min varav effektiv angreppstid 3 min. Angrepp med verktyg som skruvmejslar (365 mm), hammare (145 g), kilar etc.
- RC3: Total testtid 20 min varav effektiv angreppstid 5 min. Angrepp med verktyg som kofot (710 mm), kilar, skruvmejslar etc.
- RC4: Total testtid 30 min varav effektiv angreppstid 10 min. Angrepp med verktyg som borrmaskin, kofot, yxa, bultsax, plåtsax, huggmejsel, bågfil etc.

För samtliga RC gäller att låshusen ska vara godkända enligt standarden SS-EN 12209 (låsklass 7 för RC 4 dörrar enl. SS-EN1627) och låscylindrar enligt SS-EN 1303 (klass 6 för RC 4 dörrar enl. SS-EN1627). Olika krav ställs beroende på vilken RC som avses att uppnå.
Att man skiljer på total testtid och angreppstid ger testpersonen möjlighet att ta paus för att vila och tänka igenom nästa steg i testet.

### Brandklassning
Entrédörrar som monteras i lägenheter ska enligt svensk lag vara brandklassade och skydda mot brand i minst 30 minuter oavsett om det är nya lägenheter eller dörrar som byts ut i befintliga flerbostadshus. Detta anger Boverket i sina nya byggregler, BBR avsnitt 5:534, som gäller från 1 januari 2013. 
Säkerhetsdörrar till lägenheter skall därför vara brandklassade i brandklass EI30, men går även att beställas i brandklass EI60/A60. Bokstäverna specificerar olika funktionskrav. Integriteten E innebär att sticklågor inte läcker ut genom dörren i så hög grad att de kan antända material i närheten av dörren. Isolering I innebär att dörren inte överskrider en viss temperatur. Siffran efter visar vilken tid funktionskraven är uppfyllda. I Sverige används normalt dörrar som förhindrar brandspridning i 30, 60 eller 120 minuter, som EI30 och A60.

### Brandgastäthet
Från och med 1 januari 2013 är det lag (Boverkets Byggregler BBR avsnitt 5:534) på att alla nyinstallerade entrédörrar från trapphus till lägenheter i flerbostadshus ska vara brandgastäta i klass S200 (tidigare Sm) enligt SS-EN 13501-2. Oavsett om det rör sig om nybyggnation eller dörrar som byts i äldre byggnader. 
SS-EN 13501-2 är klassificeringsstandard för dörrars brandgastäthet (röktäthet) och i den finns två klasser, Sa och S200. Brandgastäthet S är dörrens förmåga att reducera brandgas- eller rökläckage från en sida av dörren till den andra. För dörrar i klassen Sa är brandgastätheten provad vid röktemperatur 20 °C och tryckskillnad 25 Pa. För klassen S200 är röktemperaturen 200 °C och tryckskillnaden 50 Pa. 

### Ljudklassning
Ljudklass R'w 35 dB är det vanligast alternativet när man byter ut tamburdörrar till säkerhetsdörrar i äldre flerbostadshus medan ljudklass R'w 40 dB och R'w 45 dB främst används i miljöer där man ställer högre ljudkrav som tex i lägenheter med öppen planlösning eller i loftgångar. 
Ljudklass R'w:
- 25 dB: Samtal vid normal nivå kan höras och förstås.
- 30 dB: Samtal vid normal nivå hörs svagt men kan avlyssnas.
- 35 dB: Samtal vid normal nivå kan inte förstås, men kan avlyssnas till viss del vid förhöjd ljudnivå.
- 40 dB: Samtal kan inte avlyssnas men rop och skrik hörs svagt.
- 45 dB: Samtal kan inte avlyssnas och rop och skrik hörs inte.
- 50 dB: Samtal, rop och skrik uppfattas ej av det mänskliga örat.

## Tillverkare
Majoriteten av nya säkerhetsdörrar tillverkas av stål, både dörrblad och karm, men det finns även säkerhetsdörrar tillverkade av trä med stålkärna. Dörrarna tillverkas i fabriker efter måttbeställning, alternativt standardmått. 
Säkerhetsdörrar klass RC2, RC3 och RC4 skyddar mot inbrott, men ytterst handlar det om att rädda liv. Därför är det, enligt Boverkets Byggregler BBR, kap 5 Brandskydd, krav på att alla nyinstallerade dörrar mot trapphus ska vara både brandklassade och brandgastäta . 
På SP och Kiwas webbplatser nedan finns möjlighet att kontrollera att dörren är provad och har typgodkännandebevis som anger brandteknisk klass EI 30 och brandgastäthet klass Sm. Dörrens ljudklass framgår också av detta typgodkännandebevis. Dörrbladet skall vara försett med typgodkännandemärkning. 
Inbrottskydd av dörrar är inte reglerat i svensk lagstiftning och därmed saknas statlig kontroll och uppföljning. I Sverige utfärdar SBSC certifikat och utför regelbunden tillverkningskontroll av säkerhetsdörrar. På SBSC:s webbplats nedan kan du se om dörren är certifierad mot inbrottsstandarden SS-EN 1627 och i vilken klass. Dörrbladet skall vara försett med certifikatmärkning.